# Liste der Generalsuperintendenten von Sachsen-Weißenfels

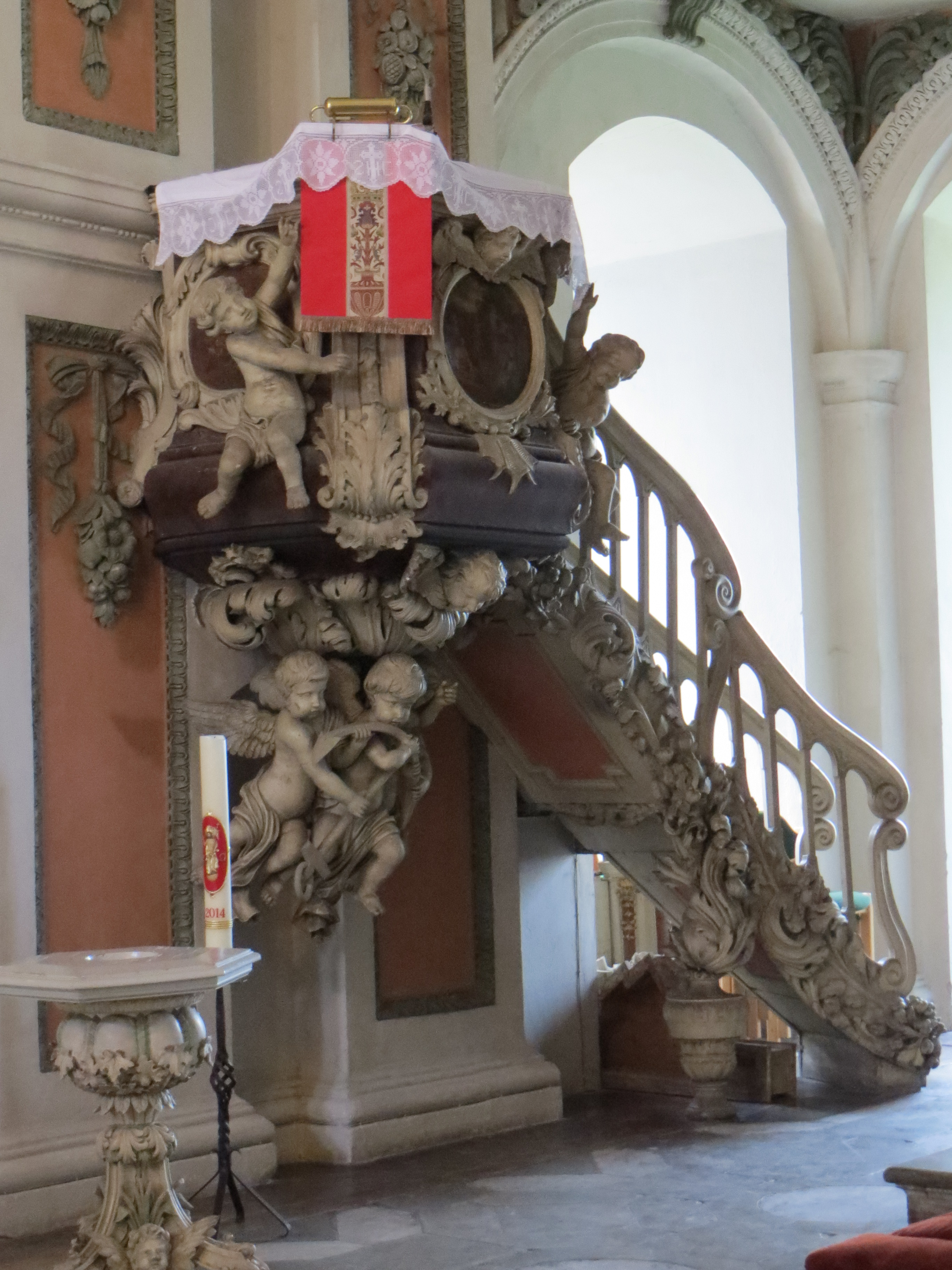
Kanzel der Schlosskirche Weißenfels

Im  Sekundogeniturfürstentum Sachsen-Weißenfels, das von 1656/57 bis 1746 bestand, amtierten – wie auch in anderen evangelischen Territorien dieser Zeit – Generalsuperintendenten als oberste Geistliche des evangelischen Kirchenwesens. Gemeinsam mit dem vom Fürsten eingesetzten Konsistorium, dem sie qua Amt angehörten, übten sie die kirchliche Aufsicht aus. Mit ihrem Amt war auch das des Oberhofpredigers verbunden. Als Titel führten sie oft den eines Generalsuperintendenten des Fürstentums Querfurt, weil das „Fürstentum Sachsen-Querfurt“ der Landesteil war, durch den das Herzogtum Sachsen-Weißenfels Sitz und Stimme im Kreistag des Obersächsischen Reichskreises hatte. Sie waren aber für das gesamte Herzogtum zuständig und hatten ihren Amtssitz an der Residenz des Herzogs, d. h. bis 1680 in der Neuen Residenz in Halle an der Saale, danach im Schloss Neu-Augustusburg in Weißenfels.
- 1664–1684: Johannes Olearius
- 1684: Johannes Andreas Olearius (folgte seinem Vater im Amt, starb aber schon vor der offiziellen Einführung)
- 1685–1710: Johann August Olearius
- 1710–1726: Ernst Michael Brehme (1666–1726)
- 1726–1730: Johann Basilius Fleuter (1684–1730)
- 1730–1732: Michael Heinrich Reinhard senior
- 1732–1736: Johann Wilhelm Hecker (1668–1743)
- 1737–1741: Johann Michael Schumann (1666–1741)
- 1742–1746: Johann Christian Stemler